# ورزشگاه رادولف هاربیگ
 ورزشگاه رادولف هاربیگ  (به انگلیسی: Rudolf-Harbig-Stadion) یا ورزشگاه گلوکس‌گاز ورزشگاهی در شهر درسدن در کشور آلمان است.

## نگارخانه

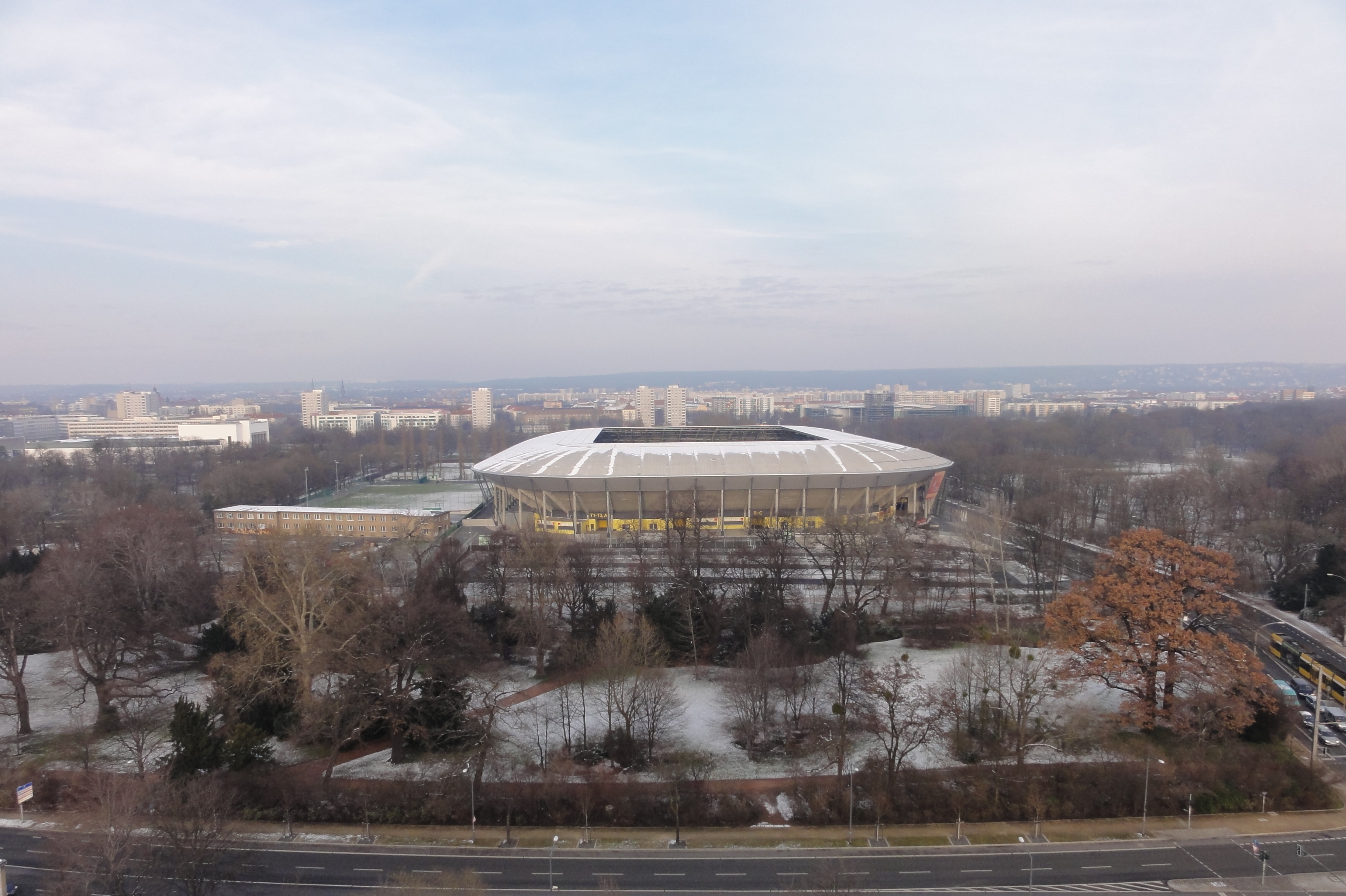
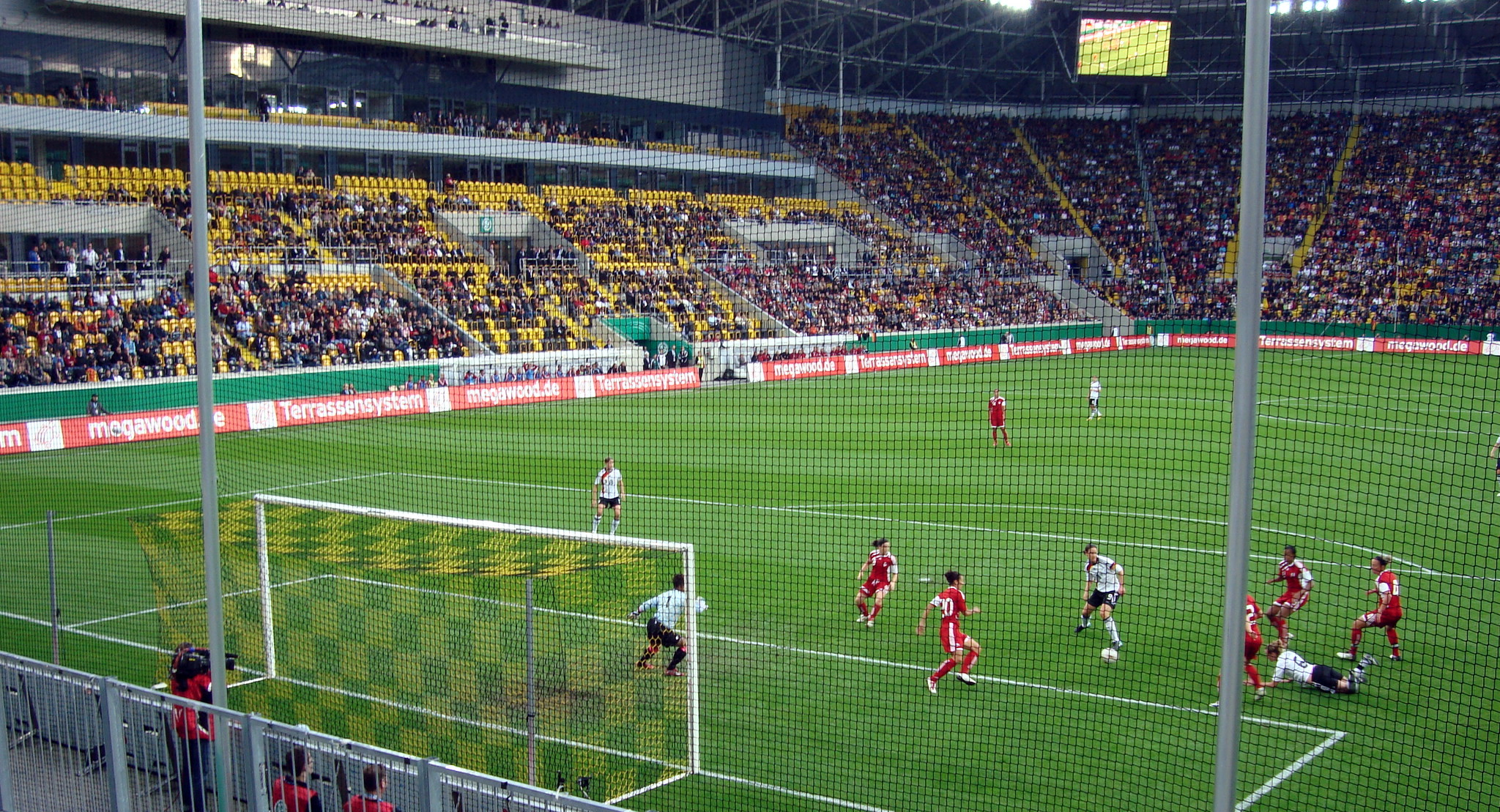